# Popendorf 71
Popendorf 71 (kurz Popendorf) war ein Open-air-Musikfestival in der Gemeinde Poppendorf im österreichischen Bundesland Steiermark. Die als „Mini-Woodstock“ vermarktete Veranstaltung fand am Pfingstwochenende 1971 am Schloss Poppendorf statt und war von großer Bedeutung für die steirische Musikszene. Als Headliner traten Novak’s Kapelle und Jack Grunsky auf.

## Vorgeschichte

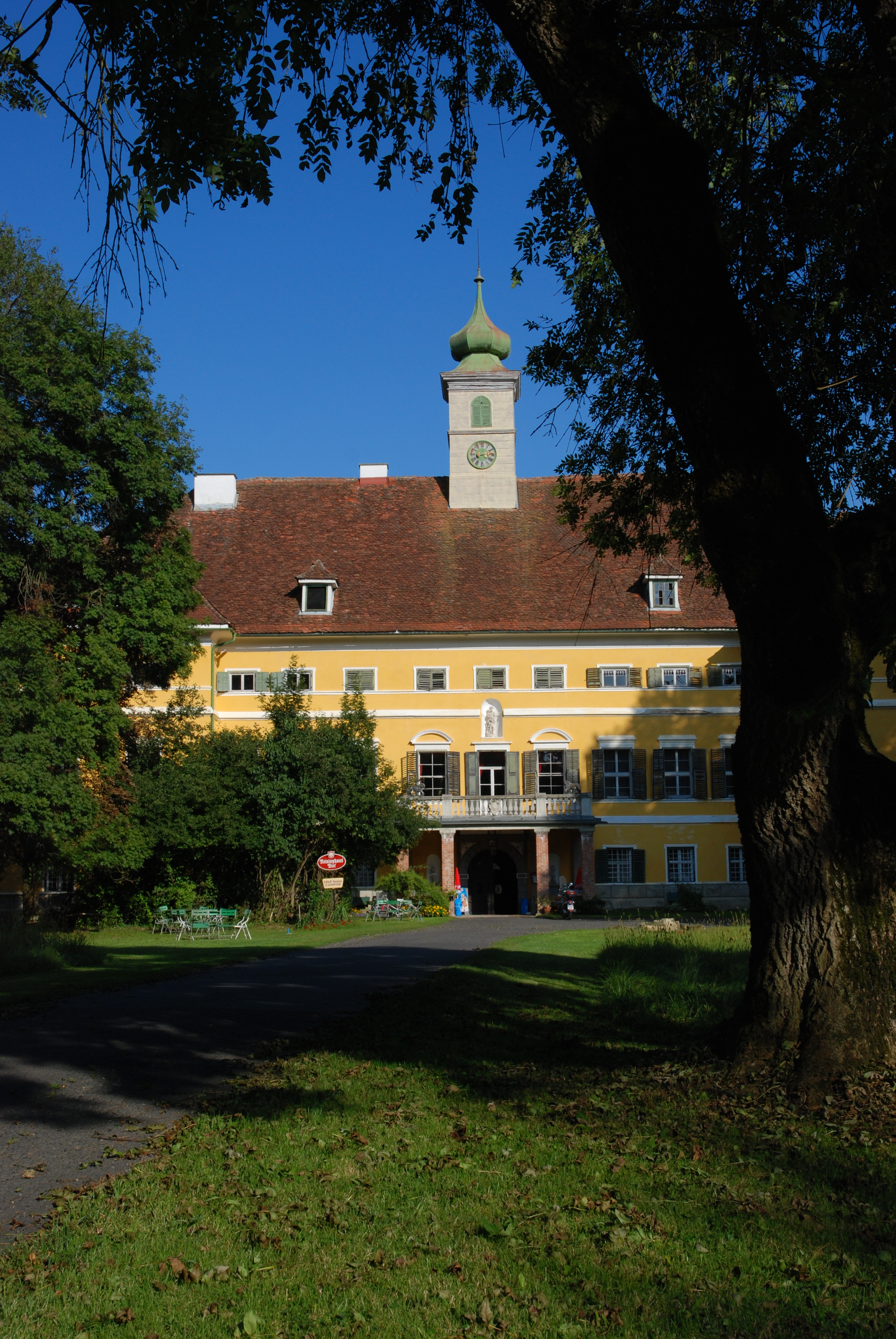
Der Veranstaltungsort Schloss Poppendorf

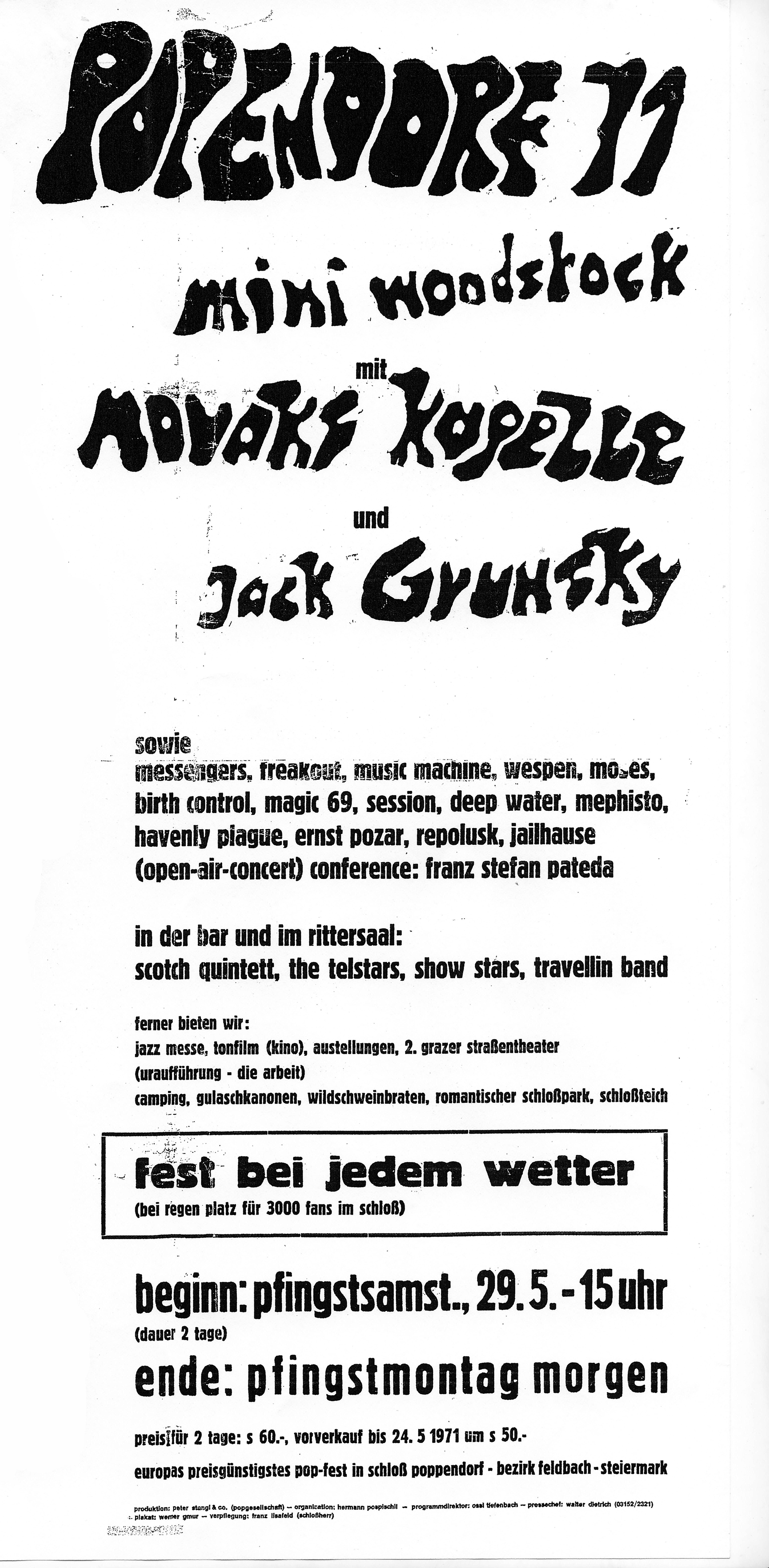
Ankündigungsplakat

Im Frühjahr 1970 fand im nahegelegenen Gnas erstmals ein von der Tagespost veranstaltetes „Popfest“ mit 600 Besuchern statt. Die zweite Auflage Anfang Juni desselben Jahres wurde in den Schlosspark von Poppendorf verlegt und zog – trotz Terminkollision mit der Fußballweltmeisterschaft – mehr als 1000 Besucher an. Für musikalische Unterhaltung sorgten die Rockbands Music Machine aus Fürstenfeld und Session aus Weiz sowie das Scotch Quintett aus Graz und die Original Oststeirer. Bei Kerzenbeleuchtung und offenem Kamin bekamen die Gäste Wildschweinbraten und eine Vorführung des Judovereins Feldbach geboten. Zu den prominenten Besuchern gehörten die jungen Skirennläuferinnen Annemarie Pröll und Brigitte Totschnig, die damals die kaufmännische Berufsschule in Feldbach besuchten.

## Popendorf 71
Inspiriert von Woodstock und beflügelt vom großen Erfolg der Pop-Feste plante Mitveranstalter Peter Stangl für Pfingsten 1971 ein zweitägiges Musikfestival. Als Veranstaltungsort sollte erneut Schloss Poppendorf mit seiner großen Parkanlage dienen. Insgesamt konnten mehr als 20 vorwiegend steirische Bands sowie „Schlagerlicht“ Jack Grunsky verpflichtet werden, was von der Kleinen Zeitung als „verdienstvolles Engagement fast aller bei uns herumschwirrenden Bands“ bezeichnet wurde.
Der Eintrittspreis für beide Tage belief sich laut Ankündigungsplakat auf regulär 60 bzw. im Vorverkauf 50 Schilling. Neben den Konzerten wurde Verpflegung mit Gulaschkanonen und Wildschweinbraten sowie eine Jazzmesse und die Uraufführung des Stücks Die Arbeit durch das erste Grazer Straßentheater geboten. Viele der rund 3000 Festivalbesucher, darunter auch Deutsche, reisten per Autostopp an und nutzen die Schlossgründe zum Kampieren. Den Abschluss des Festivals markierte ein berüchtigter Auftritt der Wiener Novak’s Kapelle. Während einige Zuschauer sich an ein ausgiebiges Konzert voller Improvisationen erinnerten, behaupteten andere, die Band hätte lediglich fünf Minuten gespielt. Sicher ist, dass die Gruppe das Publikum provozierte, woraufhin sie ausgebuht und mit Bierflaschen beworfen wurde und das Gelände schließlich fluchtartig in ihrem Tourbus verließ.
Entgegen mancher Erwartung verlief das Festival insgesamt ruhig, was vielfach mit dem kühlen, regnerischen Wetter erklärt wurde. Die Reaktionen fielen gemischt aus: Die Konzerte wurden vom Publikum überwiegend positiv aufgenommen, die Organisation hingegen kritisch beurteilt – etwa habe es zu wenige Parkplätze gegeben. Die Kleine Zeitung befand, dass viele Besucher sich mehr erwartet hätten und schrieb diesbezüglich von einer „vertanen Chance“. Außerdem beklagten einige der angrenzenden Landwirte gestohlene Hühner.
Für das folgende Jahr untersagte der Poppendorfer Gemeinderat eine Wiederholung des Festivals.

## Line-up
Open-air
- Androiden[9]
- Birthcontrol
- Deep Water
- Freak Out
- Jack Grunsky
- Havenly Plague
- Jailhouse
- Magic 69
- Mephisto
- Messengers
- Moses
- Music Machine
- Novak’s Kapelle
- Ernst Pozar
- Repolusk
- Session
- Wespen

im Schloss
- Scotch Quintett
- Show Stars
- The Telstars
- Travellin Band

## Rezeption
„Popendorf“ gilt heute als erstes regionales Open-air-Musikfestival der Steiermark, dessen Bedeutung für die heimische Musikszene sich erst in den Jahren und Jahrzehnten danach herauskristallisierte. Viele der aufgetretenen Musiker gründeten später neue Bands und etablierten sich insbesondere im Austropop als Fixgrößen. Dazu gehörten unter anderem Boris Bukowski (Music Machine), Robby Musenbichler (Freak Out), Alex Rehak (Androiden), Thomas Spitzer, Gert Steinbäcker (beide Mephisto) und Günter Timischl (Magic 69). Steinbäcker, vor allem als Teil des erfolgreichen Trios S.T.S. bekannt, äußerte sich später über die damals bevorzugte Sprachwahl der Bands:

„Wir haben alle ein Englisch gesungen, das keines war – aber das war dem Publikum, das offensichtlich der Sprache ähnlich mächtig war, ziemlich wurscht.“

Das Museum für Geschichte am Universalmuseum Joanneum widmete dem Festival 2019 einen Platz in der Ausstellung „POP 1900–2000. Populäre Musik in der Steiermark“.